# Iaitō

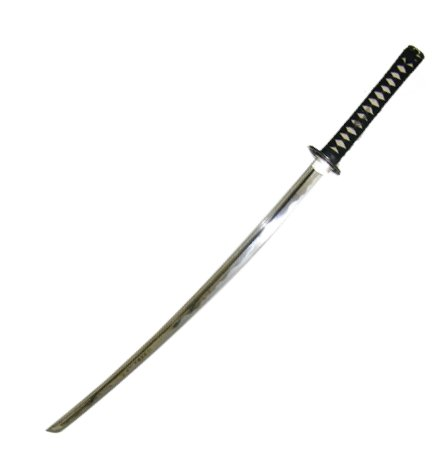
Ein Iaitō

Ein Iaitō  (jap. 居合刀) ist ein stumpfes japanisches Schwert. 

## Beschreibung
Das Iaitō wird  speziell für das Training der  Kunst des Schwertziehens (Iaidō) hergestellt. Üblicherweise besteht die Klinge eines Iaito aus einer Aluminium-Zink-Legierung und ist so leichter und billiger als eine Stahlklinge eines echten Schwertes. Es kann aber auch eine gefaltete Stahlklinge aufweisen. Neuere Aluminium-Zink-Klingen werden an das Gewicht eines echten Schwertes angepasst. Die Oberflächenstruktur eines echten Schwertes wird durch ein Sandstrahlverfahren nachgeahmt. Dazu zählt auch das Erscheinungsbild der Härtelinie, der Hamon. Die Montierungen entsprechen echten Katana. Es gilt nicht als Waffe, sondern als Sportgerät. Das Iaitō ist nicht für Kontaktübungen ausgelegt und könnte dabei leicht Schaden nehmen. Viele traditionelle Schwertschmiede, etwa in der Präfektur Gifu, fertigen auch Iaitōs. Neben den japanischen Herstellern sind heute auch Iaitō von chinesischen Herstellern wie, Paul Chen oder John Lee sehr verbreitet. Diese Klingen werden in der Regel allerdings maschinell und aus Stahl gefertigt.